# Боринський Данило Прокопович
Данило Прокопович Боринський (? — ?) — український радянський діяч, голова колгоспу «Заповіт Ілліча» Велико-Борківського району Тернопільської області. Депутат Верховної Ради СРСР 3—4-го скликань.

## Життєпис
Член ВКП(б).
На 1950—1954 роки — голова колгоспу «Заповіт Ілліча» Велико-Борківського району Тернопільської області.